# Třída Djebel Chenoua
Třída Djebel Chenoua je třída korvet alžírského námořnictva. Celkem byly postaveny tři jednotky této třídy.

## Stavba
Tři jednotky této třídy byly postaveny s bulharskou asistencí v alžírské loděnici ONCN / CNE v Mers El Kébiru jako hlídkové lodě bulharského typu C-58. Jako korvety jsou klasifikovány v současné podobě s obměněnou výzbrojí.
Jednotky třídy Djebel Chenoua:
| Jméno                | Spuštění na vodu | Dokončení         | Status  |
| -------------------- | ---------------- | ----------------- | ------- |
| Djebel Chenoua (351) | 3. února 1985    | 1. listopadu 1988 | aktivní |
| El Chihab (352)      | 1990             | 1. června 1995    | aktivní |
| El Kirch (353)       | 2000             | 1. ledna 2005     | aktivní |

## Konstrukce

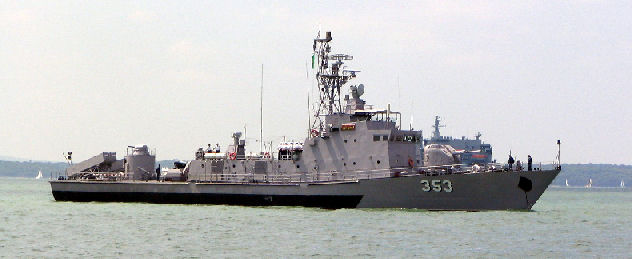
El Kirch

První dvě plavidla po dokončení nesla výzbroj složenou ze čtyř 14,5mm kulometů. Později došlo k její kompletní náhradě, která hlídkové lodě proměnila v korvety. Aktuální výzbroj tak tvoří jeden 76,2mm kanón AK-176 ve věži na přídi, jeden
30mm systém AK-306 a dva dvojnásobné kontejnery obsahující čínské protilodní střely C-802 s dosahem 120 km. Pohonný systém tvoří tři diesely MTU 20V538 TB92, pohánějící tři lodní šrouby. Nejvyšší rychlost dosahuje 35 uzlů.